# General Instrument
General Instrument ou (GI) est une entreprise américaine fondée en 1923, basée à New York (États-Unis) lors de sa création, qui exerce son activité dans le domaine de la télévision (fournisseur de service : câble et satellite) et de la fabrication de semi-conducteurs, de fibres optiques ou câbles coaxiaux. 

## Historique
L'entreprise a vécu jusqu'en 1997, où elle est scindée en plusieurs entreprises : General Semiconductor qui a ensuite été acquis par Vishay Intertechnology en 2001, CommScope et systèmes NextLevel Systems. General Instrument (NextLevel Systems sera renommé en General Instrument Corporation) Corporation a été acquise en 2001 par Motorola qui l'a renommée Motorola Connected Home Solutions, puis Home and Networks Mobility en 2007. Le 8 novembre 2018, CommScope a annoncé l’acquisition d’ARRIS dans le cadre d’une opération au comptant d’une valeur de 7,4 milliards de dollars, remboursement des dettes compris. Cette acquisition regroupe deux des anciennes sociétés issue de la division de General Instrument en 1997.
Son siège social se trouve à Horsham dans le comté de Montgomery (Pennsylvanie).
Moses Shapiro, père de Robert B. Shapiro (ancien directeur de Monsanto), a été président de 1969 à 1975. Frank G. Hickey a été PDG de 1975 à 1990, Donald Rumsfeld prend les commandes de 1990 à 1993.

## AY-3-8910

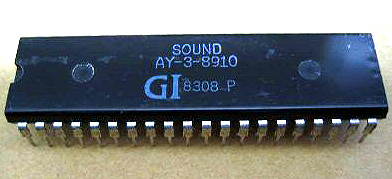
Le processeur AY-3-8910

Le processeur sonore AY-3-8910 est un générateur de son produit au début des années 1980 par General Instrument.
Il équipe les ordinateurs des années 1980 comme l'Amstrad CPC, le MSX ou l'Oric Atmos.